# Валле, Беатрис
Беатрис Валле (англ. Beatrice Valle), урождённая Флоренция Валле (англ. Florence Valle, род. 10 февраля 1967, Лион) — французская порноактриса, лауреатка премии XRCO Award.

## Биография
Родилась 10 февраля 1967 года во Лионе. Дебютировала в порноиндустрии в 1992 году, в возрасте около 25 лет.
Снималась для таких студий, как Elegant Angel, Las Vegas Video, Star Maker Video, VCA Pictures, Wicked Pictures и других.
В 1993 году получила XRCO Award в номинации «лучшая групповая сцена» за роль в фильме Slave to Love (вместе с Бриттани О’Коннелл, Шоном Майклсом, Китти Юнг, Питером Нортом, Сьеррой, Рэнди Спирсом, Джалинн и T. T. Boy).
Ушла из индустрии в 1997 году, снявшись в 130 фильмах.

## Награды
| Год  | Награда    | Категория              | Работа        | Результат |
| ---- | ---------- | ---------------------- | ------------- | --------- |
| 1993 | XRCO Award | Лучшая групповая сцена | Slave to Love | Победа    |

## Избранная фильмография
- The Boobyguard (1993)
- Slave to Love (1993)